# М'ясниковська сільська рада
М'я́сниковська сільська рада (рос. Мясниковский сельский совет) — сільське поселення у складі Далматовського району Курганської області Росії.
Адміністративний центр та єдиний населений пункт — село М'ясниково.
Населення сільського поселення становить 118 осіб (2017; 194 у 2010, 351 у 2002).